# Тыневичи
Тыневичи (бел. Тыневічы) — деревня в Дрогичинском районе Брестской области Белоруссии. Входит в состав Немержанского сельсовета.

## География
Деревня находится в южной части Брестской области, при автодороге Н-651, на расстоянии приблизительно 13 километров (по прямой) к северо-западу от города Дрогичина, административного центра района. Абсолютная высота — 150 метров над уровнем моря. Площадь населённого пункта — 0,2698 км².

## История
В письменных источниках начинает упоминаться начиная с XVI века.
По состоянию на 1905 год, в Тыневичах проживало 348 человек. В административном отношении деревня входила в состав Именинской волости Кобринского уезда Гродненской губернии.
Согласно Рижскому мирному договору (1921), деревня вошла в состав межвоенной Польши. Входила в состав гмины Именин Дрогичинского повета Полесского воеводства. В 1921 году числилось 22 жителя, проживавших в 3 домах. В этническом составе населения того периода полещуки составляли 100 %. В конфессиональном составе населения преобладали православные христиане (100 %).
С 1939 года в БССР, с 1940 года в составе Немержанского сельсовета.
16 июля 1954 года передан из состава Именинского сельсовета Антопольского района в состав Алексеевичского сельсовета Дрогичинского района.

## Население
По данным переписи 2019 года, в деревне проживало 54 человека.
| Год  | Население, человек |
| ---- | ------------------ |
| 1905 | 348                |
| 1921 | ↘ 22               |
| 1939 | ↗ 277              |
| 1941 | ↗ 321              |
| 1960 | ↘ 222              |
| 1970 | ↘ 208              |
| 1995 | ↘ 133              |
| 2005 | ↘ 123              |
| 2009 | ↘ 86               |
| 2019 | ↘ 54               |